# Iphierga pentulias
Iphierga pentulias är en fjärilsart som beskrevs av Edward Meyrick 1893. Iphierga pentulias ingår i släktet Iphierga och familjen säckspinnare. Inga underarter finns listade i Catalogue of Life.